# Giải vô địch bóng đá CONCACAF 1969
Giải vô địch bóng đá CONCACAF 1969 là Giải vô địch bóng đá CONCACAF lần thứ tư, diễn ra ở Costa Rica từ 23 tháng 11 đến 7 tháng 12 năm 1969, giải đấu có 6 đội tuyển tham gia, thi đấu vòng tròn tính điểm để chọn ra nhà vô địch. Chủ nhà Costa Rica giành chức vô địch lần thứ hai sau khi vượt qua đương kim vô địch Guatemala ở lượt trận cuối.

## Địa điểm
| San José                         |
| -------------------------------- |
| Sân vận động Quốc gia Costa Rica |
| Sức chứa: 25.000                 |
|                                  |

## Vòng chung kết
| Thứ hạng | Đội                  | Điếm | Số trận | Thắng | Hòa | Thua | Bàn thắng | Bàn thua | Hiệu số |
| -------- | -------------------- | ---- | ------- | ----- | --- | ---- | --------- | -------- | ------- |
| 1        | Costa Rica           | 9    | 5       | 4     | 1   | 0    | 13        | 2        | 11      |
| 2        | Guatemala            | 8    | 5       | 3     | 2   | 0    | 10        | 2        | 8       |
| 3        | Antille thuộc Hà Lan | 5    | 5       | 2     | 1   | 2    | 9         | 12       | -3      |
| 4        | México               | 4    | 5       | 1     | 2   | 2    | 4         | 5        | -1      |
| 5        | Trinidad và Tobago   | 3    | 5       | 1     | 1   | 3    | 4         | 12       | -8      |
| 6        | Jamaica              | 1    | 5       | 0     | 1   | 4    | 3         | 10       | -7      |

| Costa Rica                                    | 3 - 0 | Jamaica |
| --------------------------------------------- | ----- | ------- |
| Álvaro Cascante Roy Sáenz Edward Dawkins o.g. |       |         |

| Guatemala               | 2 - 0 | Trinidad và Tobago |
| ----------------------- | ----- | ------------------ |
| Tomás Gamboa Marco Fión |       |                    |

| México                             | 2 - 0 | Jamaica |
| ---------------------------------- | ----- | ------- |
| Francisco Mancilla Alfonso Sabater |       |         |

| Costa Rica                  | 2 - 1 | Antille thuộc Hà Lan |
| --------------------------- | ----- | -------------------- |
| Jaime Grant Álvaro Cascante |       | Croes                |

| Guatemala                                                     | 6 - 1 | Antille thuộc Hà Lan |
| ------------------------------------------------------------- | ----- | -------------------- |
| Nelson Melgar (2) Daniel Salamanca (2) Rolando Valdez Meulens |       | Regales              |

| Trinidad và Tobago                           | 3 - 2 | Jamaica                      |
| -------------------------------------------- | ----- | ---------------------------- |
| Everald Cummings Keith Douglas Ulrich Haynes |       | Delroy Scott Joshua Hamilton |

| Costa Rica            | 2 - 0 | México |
| --------------------- | ----- | ------ |
| Jaime Grant Roy Sáenz |       |        |

| Antille thuộc Hà Lan | 3 - 1 | Trinidad và Tobago |
| -------------------- | ----- | ------------------ |
| Loefstok (2) Martijn |       | Ulrich Haynes      |

| Guatemala  | 1 - 0 | México |
| ---------- | ----- | ------ |
| Marco Fión |       |        |

| Antille thuộc Hà Lan    | 2 - 2 | México                     |
| ----------------------- | ----- | -------------------------- |
| Adelbert Toppenberg (2) |       | José Crespo Leopoldo Barba |

| Guatemala | 0 - 0 | Jamaica |
| --------- | ----- | ------- |
|           |       |         |

| Costa Rica                      | 5 - 0 | Trinidad và Tobago |
| ------------------------------- | ----- | ------------------ |
| Víctor Ruiz , · Wálter Elizondo |       |                    |

| Antille thuộc Hà Lan | 2 - 1 | Jamaica |
| -------------------- | ----- | ------- |
| Regales Martijn      |       | Largie  |

| México | 0 - 0 | Trinidad và Tobago |
| ------ | ----- | ------------------ |
|        |       |                    |

| Costa Rica    | 1 - 1 | Guatemala          |
| ------------- | ----- | ------------------ |
| Wally Vaughns |       | Marco Antonio Fión |

### Vô địch
| Vô địch Cúp Vàng CONCACAF 1969 Costa Rica Lần thứ hai |

## Danh sách cầu thủ ghi bàn
| 3 bàn - Víctor Ruiz - Nelson Melgar - Marco Fión 2 bàn - Álvaro Cascante - Roy Sáenz - Jaime Grant - Regales - Loefstok - Martljin - Adelbert Toppenberg - Ulrich Haynes | 1 bàn - Carlos Santana - Wálter Elizondo - Vicente Wanchope - Tomás Gamboa - Daniel Salamanca - Rolando Valdez - Meulens - Croens - Francisco Mancilla - Alfonso Sabater - José Crespo - Leopoldo Barba - Everald Cummings - Keith Douglas - Delroy Scott - Joshua Hamilton - David Largie phản lưới nhà - Edwin Dawkins (trong trận gặp Costa Rica) |